# Aix-la-Fayette
Aix-la-Fayette – miejscowość i gmina we Francji, w regionie Owernia-Rodan-Alpy, w departamencie Puy-de-Dôme.
Według danych na rok 1990 gminę zamieszkiwało 91 osób, a gęstość zaludnienia wynosiła 7 osób/km² (wśród 1310 gmin Owernii Aix-la-Fayette plasuje się na 751. miejscu pod względem liczby ludności, natomiast pod względem powierzchni na miejscu 695.).